# 국도 제87호선

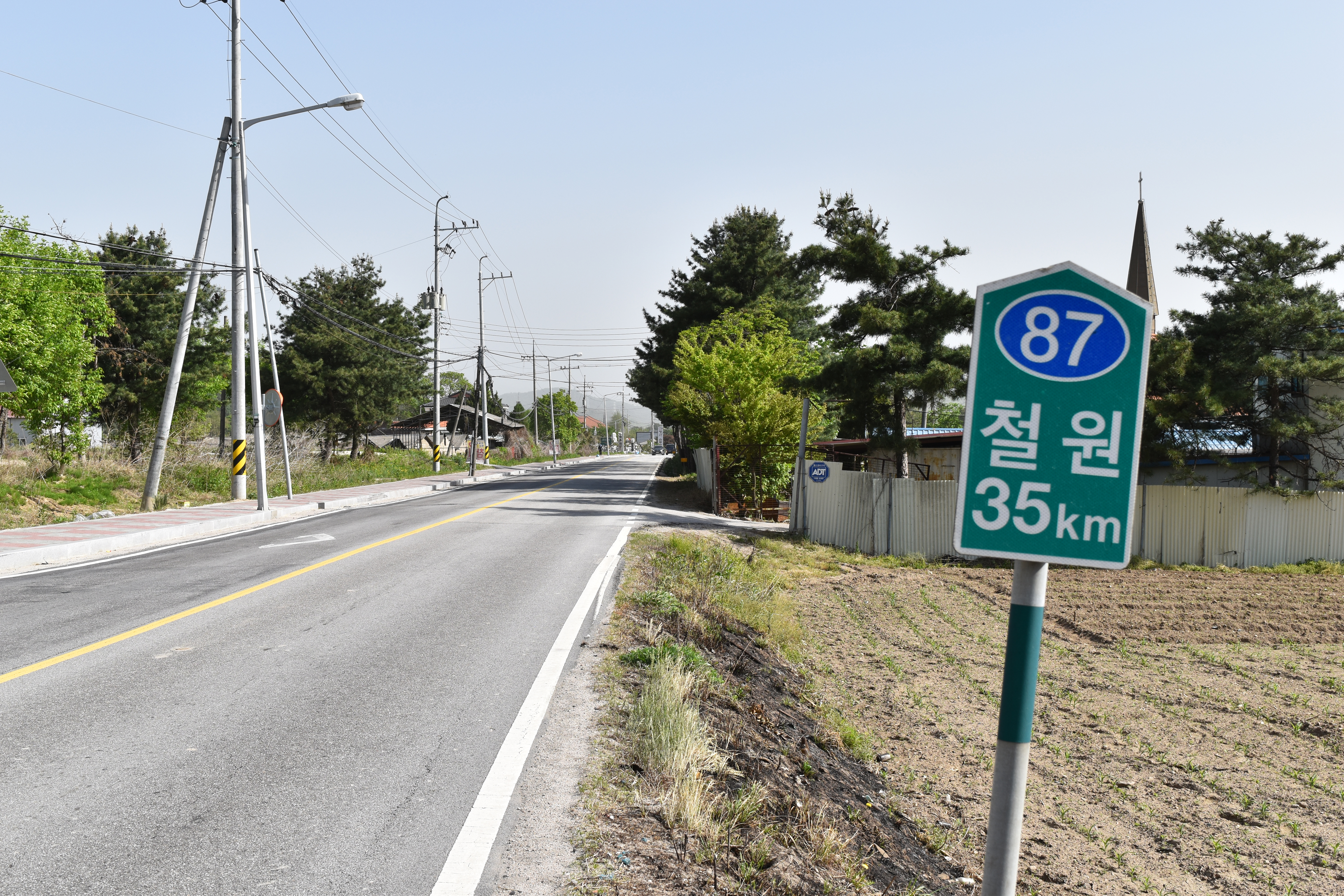
철원에서 35km 떨어진 지점을 지나는 국도 제87호선

국도 제87호선 (포천 ~ 철원선, 國道第八十七號 抱川鐵原線)은 경기도 포천시 내촌면 내촌육교와 강원특별자치도 철원군 철원읍 대마사거리를 연결하는 대한민국의 일반 국도이다.

## 연혁
- 2001년 8월 25일 : '포천 ~ 철원선'으로 국도 제87호선을 새로 신설함.[1]
- 2002년 2월 : 국도로 승격된 포천군 내촌면 내리 ~ 관인면 초과리 45.1km 구간 개통[2][3]
- 2002년 9월 19일 : 포천군 내촌면 내리 ~ 가산면 마산리 8.406km 구간 확장 개통[4]
- 2005년 12월 23일 : 포천시 창수면 추동리 400m 구간 개통, 기존 구간 폐지[5]
- 2014년 12월 31일 : 마산 ~ 신읍간 도로(포천시 가산면 마산리 ~ 군내면 구읍리) 5.74km 구간 확장 개통[6]
- 2015년 5월 1일 : 마산 ~ 신읍간 도로 개통으로 인해 기존 포천시 가산면 마산리 ~ 군내면 좌의리 1.12km 구간 폐지[7]
- 2017년 7월 11일 : 마산 ~ 신읍간 도로 개통으로 노선 변경 및 연장 변경.[8]
- 2017년 12월 21일 : 한탄강댐 건설로 인해 포천 ~ 철원간 도로(포천시 창수면 오가리 ~ 관인면 삼율리) 8.56km 구간 이설 개통, 기존 9.03km 구간 폐지[9]
- 2021년 6월 22일: 군사시설과 인접한 '경기도 포천시 관인면 초과리 ~ 강원도 철원군 동송읍 상노리 ~ 오지리' 구간을 경기도 포천시 관인면 초과리 ~ 초과사거리 ~ 강원도 철원군 동송읍 오지리' 구간으로 노선 변경[10][11]

## 주요 경유지
경기도
- 포천시 (내촌면 · 가산면 · 군내면 · 신읍동 · 신북면 · 창수면 · 관인면)

강원특별자치도
- 철원군 (동송읍 · 철원읍)

## 노선

### 경기도
| 이름                                                     | 접속 노선                                                       | 소재지 | 소재지                                       | 비고                                                        |
| -------------------------------------------------------- | --------------------------------------------------------------- | ------ | -------------------------------------------- | ----------------------------------------------------------- |
| 내촌육교                                                 | 국도 제47호선 국가지원지방도 제98호선 지방도 제364호선 (금강로) | 포천시 | 내촌면                                       | 기점 국가지원지방도 제98호선과 중복 지방도 제364호선과 중복 |
| 고장촌삼거리                                             | 내진로                                                          | 포천시 | 내촌면                                       | 국가지원지방도 제98호선과 중복 지방도 제364호선과 중복      |
| 신내촌교 진목교                                          |                                                                 | 포천시 | 내촌면                                       | 국가지원지방도 제98호선과 중복 지방도 제364호선과 중복      |
| 진목사거리                                               | 국가지원지방도 제98호선 (부흥로) 내진로                         | 포천시 | 내촌면                                       | 국가지원지방도 제98호선과 중복 지방도 제364호선과 중복      |
| 진목4리 교차로                                           | 진금로 포천로427번길                                            | 포천시 | 내촌면                                       | 지방도 제364호선과 중복                                     |
| 우금삼거리                                               | 진금로                                                          | 포천시 | 가산면                                       | 지방도 제364호선과 중복                                     |
| 금현사거리                                               | 우현로                                                          | 포천시 | 가산면                                       | 지방도 제364호선과 중복                                     |
| 고인돌사거리                                             | 우현로 마현길 포천로736번길                                     | 포천시 | 가산면                                       | 지방도 제364호선과 중복                                     |
| 가산2 교차로                                             | 지방도 제360호선 (가산로) 지방도 제364호선 (탑동가산로)         | 포천시 | 가산면                                       | 지방도 제364호선과 중복                                     |
| 마전교                                                   |                                                                 | 포천시 | 가산면                                       |                                                             |
| 군내면                                                   |                                                                 | 포천시 |                                              |                                                             |
| 마전1리마을입구 교차로                                   | 포천로909번길 포천로912번길                                     | 포천시 |                                              |                                                             |
| 유교1 교차로                                             | 마전길 연정말길                                                 | 포천시 |                                              |                                                             |
| 유교2 교차로                                             |                                                                 | 포천시 |                                              |                                                             |
| 좌의 교차로                                              | 유교로 포천로1160번길                                           | 포천시 |                                              |                                                             |
| 용정 교차로                                              | 용두로 용정길                                                   | 포천시 |                                              |                                                             |
| 용정2육교                                                |                                                                 | 포천시 |                                              |                                                             |
| 구읍 교차로                                              | 선정비로                                                        | 포천시 |                                              |                                                             |
| 포천 나들목                                              | 29호선 세종포천고속도로 용정경제로2길                           | 포천시 |                                              |                                                             |
| 용정교                                                   |                                                                 | 포천시 |                                              |                                                             |
| 청성 교차로                                              | 국가지원지방도 제56호선 (청군로) 용정경제로                     | 포천시 |                                              |                                                             |
| 반월아트홀입구 교차로                                    | 청성로                                                          | 포천시 |                                              |                                                             |
| 한내사거리                                               | 국도 제43호선 (호국로)                                          | 포천시 |                                              |                                                             |
| 한내교                                                   |                                                                 | 포천시 |                                              |                                                             |
| 포천동                                                   |                                                                 | 포천시 |                                              |                                                             |
| 구한내사거리                                             | 중앙로                                                          | 포천시 |                                              |                                                             |
| 보건소사거리                                             | 왕방로                                                          | 포천시 |                                              |                                                             |
| 포천병원앞 교차로                                        |                                                                 | 포천시 |                                              |                                                             |
| 물어고개                                                 |                                                                 | 포천시 |                                              |                                                             |
| 신북면                                                   |                                                                 | 포천시 |                                              |                                                             |
| 심곡리                                                   | 깊이울로                                                        | 포천시 |                                              |                                                             |
| 심곡교                                                   |                                                                 | 포천시 |                                              |                                                             |
| 하심곡사거리                                             | 지방도 제368호선 (청신로)                                       | 포천시 |                                              |                                                             |
| 외북초등학교 삼성중학교 고일교 아도니스리조트호텔 장승교 |                                                                 | 포천시 |                                              |                                                             |
| 장승거리 교차로                                          | 가영로                                                          | 포천시 |                                              |                                                             |
| 장승거리 교차로                                          | 가영로                                                          | 포천시 | 창수면                                       |                                                             |
| 장감교                                                   |                                                                 | 포천시 |                                              |                                                             |
| 추동삼거리                                               | 옥수로                                                          | 포천시 |                                              |                                                             |
| 진군교사거리                                             | 국도 제37호선 (동서로) 지방도 제372호선 (청창로)                | 포천시 | 국도 제37호선과 중복 지방도 제372호선과 중복 |                                                             |
| 옥병 교차로                                              | 지방도 제372호선 (전영로)                                       | 포천시 | 국도 제37호선과 중복 지방도 제372호선과 중복 |                                                             |
| 옥병교                                                   |                                                                 | 포천시 | 국도 제37호선과 중복                         |                                                             |
| 신오가 교차로                                            | 국도 제37호선 (동서로)                                          | 포천시 | 국도 제37호선과 중복                         |                                                             |
| 보장초등학교 (폐교)                                      |                                                                 | 포천시 |                                              |                                                             |
| 오가리                                                   | 방골길                                                          | 포천시 |                                              |                                                             |
| 운산리                                                   | 창동로                                                          | 포천시 |                                              |                                                             |
| 뒷골교 절골교                                            |                                                                 | 포천시 |                                              |                                                             |
| 영로대교                                                 |                                                                 | 포천시 |                                              |                                                             |
| 관인면                                                   |                                                                 | 포천시 |                                              |                                                             |
| 중2리 교차로                                             | 창동로                                                          | 포천시 |                                              |                                                             |
| (중3리)                                                  | 창동로                                                          | 포천시 |                                              |                                                             |
| 중리교                                                   |                                                                 | 포천시 |                                              |                                                             |
| 중리 교차로                                              | 국가지원지방도 제78호선 (지장산길)                              | 포천시 | 국가지원지방도 제78호선과 중복               |                                                             |
| 삼율리교                                                 |                                                                 | 포천시 | 국가지원지방도 제78호선과 중복               |                                                             |
| 삼율 교차로                                              | 국가지원지방도 제78호선 (창동로) 창동로1173번길                 | 포천시 | 국가지원지방도 제78호선과 중복               |                                                             |
| (이름 없음)                                              | 상노로                                                          | 포천시 |                                              |                                                             |
| 초과사거리                                               | 지방도 제387호선 (창동로) (북원로)                              | 포천시 |                                              |                                                             |

### 강원특별자치도
| 이름                   | 접속 노선                                       | 소재지 | 소재지 | 비고 |
| ---------------------- | ----------------------------------------------- | ------ | ------ | ---- |
| (이름 없음)            | 상노1길                                         | 철원군 | 동송읍 |      |
| (오지1리입구)          | 오지로                                          | 철원군 | 동송읍 |      |
| (이름 없음)            | 상노로                                          | 철원군 | 동송읍 |      |
| 금학삼거리             | 북원로                                          | 철원군 | 동송읍 |      |
| (이름 없음)            | 이평2로                                         | 철원군 | 동송읍 |      |
| 동송시외버스공용터미널 |                                                 | 철원군 | 동송읍 |      |
| 이평사거리             | 이평로                                          | 철원군 | 동송읍 |      |
| 철원초등학교           |                                                 | 철원군 | 철원읍 |      |
| 화지삼거리             | 지방도 제463호선 (태봉로)                       | 철원군 | 철원읍 |      |
| (이름 없음)            | 율이로                                          | 철원군 | 철원읍 |      |
| 도피안사삼거리         | 도피동길                                        | 철원군 | 철원읍 |      |
| 월하삼거리             | 지방도 제464호선 (금강산로)                     | 철원군 | 철원읍 |      |
| 노동당사삼거리         | 금강산로                                        | 철원군 | 철원읍 |      |
| 대마사거리             | 국도 제3호선 (평화로) 지방도 제463호선 (묘장로) | 철원군 | 철원읍 | 종점 |

## 도로명
경기도
- 포천시 내촌면 내촌육교 ~ 창수면 진군교사거리 : 포천로
- 포천시 창수면 진군교사거리 ~ 오가삼거리 : 전영로
- 포천시 창수면 오가삼거리 ~ 운산리 : 창동로
- 포천시 창수면 운산리 ~ 관인면 중2리 교차로 : 한탄강1로
- 포천시 관인면 중2리 교차로 ~ (중3리) : 창동로
- 포천시 관인면 (중3리) ~ 삼율 교차로 : 한탄강2로
- 포천시 관인면 삼율 교차로 ~ 초과사거리 : 창동로
- 포천시 관인면 초과사거리 ~ 초과리 : 북원로

강원특별자치도
- 철원군 동송읍 상노리 ~ 금학삼거리 : 북원로
- 철원군 동송읍 금학삼거리 ~ 철원읍 월하삼거리 : 금학로
- 철원군 철원읍 월하삼거리 ~ 노동당사삼거리 : 금강산로
- 철원군 철원읍 노동당사삼거리 ~ 대마사거리 : 묘장로